# 曲惠镇
曲惠镇，是中华人民共和国新疆维吾尔自治区巴音郭楞蒙古自治州和硕县下辖的一个乡镇级行政单位。
2015年7月24日，新疆维吾尔自治区人民政府批复同意撤销曲惠乡建制，设立曲惠镇。

## 行政区划
曲惠镇下辖以下地区：
冬都呼都格村、老城村和榆树园村。